# Nasa modesta
Nasa modesta är en brännreveväxtart som beskrevs av Weigend. Nasa modesta ingår i släktet färgkronor, och familjen brännreveväxter. Inga underarter finns listade i Catalogue of Life.